# Tomáš Baťa Universiteit in Zlín
De Tomáš Baťa Universiteit in Zlín (Tsjechisch: Univerzita Tomáše Bati ve Zlíně, afkorting: TBU) is een universiteit in de Tsjechische stad Zlín. De instelling is vernoemd naar de belangrijke Tsjechische industrieel Tomáš Baťa, de oprichter van Bata Schoenen.
De voorganger van de TBU was de Faculteit voor technologie, opgericht in 1960. Deze faculteit was onderdeel van de Technische Universiteit Bratislava. Drie jaar later werd het een onderdeel van de Technische Universiteit Brno. De universiteit zelf werd opgericht in het jaar 2001.

## Faculteiten
De universiteit is opgedeeld in zes faculteiten:
- Technologische Faculteit
- Faculteit voor Management en Economie
- Faculteit voor Multimediale Communicatie
- Faculteit voor Toegepaste Informatica
- Faculteit der Geesteswetenschappen
- Faculteit Logistiek en Crisismanagement